# КК Аполон Патра
КК Аполон Патра (грч. Απόλλων Πατρών) је грчки кошаркашки клуб из Патре. Тренутно се такмиче у Првој лиги Грчке.

## Историја
Спортски клуб Аполон Патра је основан 1926. а кошаркашка секција 1947. године. Свој први наступ у Првој лиги су имали у сезони 1971/72. Године 1997. су остварили највећи успех пласиравши се у финале грчког купа где су поражени од Олимпијакоса. Исти резултат су остварили 2015. године само је тада у финалу бољи био Панатинаикос.

## Успеси
- Куп Грчке
  - Финалиста (2) :  1997, 2015.

- Друга лига Грчке
  - Освајач (2) :   1992, 2003.

## Познатији играчи
- Ратко Варда
- Владимир Кузмановић
- Душан Вукчевић
- Горан Ћакић
- Младен Шекуларац